# Trieces crassipes
Trieces crassipes är en stekelart som beskrevs av Walley 1969. Trieces crassipes ingår i släktet Trieces och familjen brokparasitsteklar. Inga underarter finns listade i Catalogue of Life.